# Składy drużyn olimpijskich w piłce siatkowej mężczyzn 1988
Artykuł grupuje składy wszystkich reprezentacji narodowych w piłce siatkowej, które wystąpiły w turnieju siatkówki mężczyzn na Letnich Igrzyskach Olimpijskich w 1988 roku w Seulu.

## Składy drużyn
| Numer | Imię i nazwisko    | Rok urodzenia |
| ----- | ------------------ | ------------- |
| 1     | Claudio Zulianello | 1965          |
| 2     | Daniel Castellani  | 1961          |
| 3     | Esteban Martínez   | 1961          |
| 4     | Daniel Colla       | 1964          |
| 5     | Javier Weber       | 1966          |
| 7     | Hugo Conte         | 1963          |
| 8     | Waldo Cantor       | 1960          |
| 9     | Raúl Quiroga       | 1962          |
| 10    | Jon Uriarte        | 1961          |
| 11    | Esteban De Palma   | 1967          |
| 12    | Juan Cuminetti     | 1967          |
| 14    | Alejandro Diz      | 1965          |

| Numer | Imię i nazwisko           | Rok urodzenia |
| ----- | ------------------------- | ------------- |
| 1     | Renan dal Zotto           | 1960          |
| 2     | William da Silva          | 1954          |
| 3     | Leonídio de Pra Filho     | 1961          |
| 4     | José Montanaro            | 1958          |
| 5     | Antônio Gouveia           | 1965          |
| 6     | Amauri Ribeiro            | 1959          |
| 7     | Maurício Lima             | 1968          |
| 8     | Paulo Roese               | 1963          |
| 9     | Domingos Lampariello Neto | 1961          |
| 10    | Paulo da Silva            | 1963          |
| 11    | Bernardo Rezende          | 1959          |
| 12    | André Ferreira            | 1964          |

| Numer | Imię i nazwisko | Rok urodzenia |
| ----- | --------------- | ------------- |
| 1     | Najden Najdenow | 1967          |
| 2     | Plamen Hristow  | 1965          |
| 3     | Dimo Tonew      | 1965          |
| 4     | Borisław Kiosew | 1961          |
| 5     | Lubomir Ganew   | 1965          |
| 6     | Petko Dragijew  | 1965          |
| 7     | Cwetan Florow   | 1958          |
| 8     | Iljan Kazijski  | 1960          |
| 9     | Petko Petkow    | 1958          |
| 10    | Kostadin Mitew  | 1964          |
| 11    | Sawa Kowaczew   | 1969          |
| 12    | Milczo Milanow  | 1965          |

| Numer | Imię i nazwisko         | Rok urodzenia |
| ----- | ----------------------- | ------------- |
| 1     | Eric N'Gapeth           | 1959          |
| 2     | Jean-Baptiste Martzluff | 1958          |
| 3     | Hervé Mazzon            | 1959          |
| 4     | Philippe Blain          | 1960          |
| 5     | Eric Bouvier            | 1961          |
| 7     | Christophe Meneau       | 1968          |
| 8     | Jean-Marc Jurkovitz     | 1963          |
| 9     | Laurent Tillie          | 1963          |
| 10    | Olivier Rossard         | 1965          |
| 11    | Patrick Duflos          | 1965          |
| 12    | Alain Fabiani           | 1958          |
| 15    | Philippe Salvan         | 1965          |

| Numer | Imię i nazwisko       | Rok urodzenia |
| ----- | --------------------- | ------------- |
| 1     | Martin Teffer         | 1965          |
| 2     | Pieter Jan Leeuwerink | 1962          |
| 3     | Marco Brouwers        | 1958          |
| 4     | Teunis Buijs          | 1960          |
| 5     | Ron Boudrie           | 1960          |
| 6     | Rob Grabert           | 1964          |
| 8     | Ron Zwerver           | 1967          |
| 9     | Avital Selinger       | 1959          |
| 10    | Edwin Benne           | 1965          |
| 12    | Peter Blangé          | 1964          |
| 13    | Jan Posthuma          | 1963          |
| 15    | Ronald Zoodsma        | 1966          |

| Numer | Imię i nazwisko     | Rok urodzenia |
| ----- | ------------------- | ------------- |
| 1     | Yuji Kasama         | 1959          |
| 2     | Yasunori Kumada     | 1963          |
| 3     | Eizaburo Mitsuhashi | 1960          |
| 4     | Masayoshi Manabe    | 1963          |
| 5     | Kazutomo Yoneyama   | 1961          |
| 6     | Hiromichi Kageyama  | 1967          |
| 7     | Hideharu Hara       | 1965          |
| 8     | Kimio Sugimoto      | 1957          |
| 9     | Yuzuru Inoue        | 1963          |
| 10    | Masaki Kaito        | 1963          |
| 11    | Shunichi Kawai      | 1963          |
| 12    | Akihiro Iwashima    | 1959          |

| Numer | Imię i nazwisko | Rok urodzenia |
| ----- | --------------- | ------------- |
| 1     | Kim Cho-hul     | 1955          |
| 2     | Jung Eun-tak    | 1961          |
| 3     | Lee Jong-kyung  | 1962          |
| 4     | Lee Sang-yul    | 1966          |
| 5     | Chang Yun-chang | 1960          |
| 6     | Choi Chon-sik   | 1965          |
| 7     | Kim Eun-sok     | 1967          |
| 8     | Lee Myung-hak   | 1967          |
| 9     | Han Yang-sok    | 1962          |
| 10    | Park Sam-jong   | 1968          |
| 11    | Lee Sung-hee    | 1967          |
| 12    | Lee Hae-on      | 1963          |

| Numer | Imię i nazwisko | Rok urodzenia |
| ----- | --------------- | ------------- |
| 1     | Troy Tanner     | 1963          |
| 2     | Dave Saunders   | 1960          |
| 3     | Jon Root        | 1964          |
| 4     | Robert Ctvrtlik | 1963          |
| 5     | Doug Partie     | 1961          |
| 6     | Steve Timmons   | 1958          |
| 7     | Craig Buck      | 1958          |
| 8     | Scott Fortune   | 1966          |
| 9     | Ricci Luyties   | 1962          |
| 10    | Jeffrey Stork   | 1960          |
| 11    | Eric Sato       | 1966          |
| 15    | Karch Kiraly    | 1960          |

| Numer | Imię i nazwisko   | Rok urodzenia |
| ----- | ----------------- | ------------- |
| 1     | Urban Lennartsson | 1962          |
| 2     | Jannis Kalmazidis | 1968          |
| 3     | Jan Hedengård     | 1963          |
| 4     | Mats Karlsson     | 1963          |
| 5     | Tomas Hoszek      | 1960          |
| 6     | Anders Lundmark   | 1965          |
| 7     | Per-Anders Sääf   | 1965          |
| 9     | Bengt Gustafsson  | 1963          |
| 10    | Håkan Björne      | 1964          |
| 12    | Lars Nilsson      | 1965          |
| 14    | Peter Tholse      | 1965          |
| 15    | Patrik Johansson  | 1963          |

| Numer | Imię i nazwisko         | Rok urodzenia |
| ----- | ----------------------- | ------------- |
| 1     | Mourad Tebourski        | 1962          |
| 2     | Rachid Bousarsar        | 1959          |
| 3     | Abdelaziz Ben Abdallah  | 1964          |
| 4     | Hedi Bousarsar          | 1961          |
| 5     | Abderrazar Ben Massaoud | 1962          |
| 6     | Msaddak Lahmar          | 1960          |
| 7     | Raouf Chenoufi          | 1964          |
| 8     | Faycal Ben Amara        | 1970          |
| 9     | Mohamed Sarsar          | 1961          |
| 10    | Lotfi Ben Slimane       | 1964          |
| 11    | Hichem Ben Amira        | 1968          |
| 12    | Fethi Ghariani          | 1964          |

| Numer | Imię i nazwisko      | Rok urodzenia |
| ----- | -------------------- | ------------- |
| 1     | Andrea Gardini       | 1965          |
| 2     | Andrea Giani         | 1970          |
| 3     | Pier Paolo Lucchetta | 1963          |
| 4     | Ferdinando De Giorgi | 1961          |
| 5     | Marco Bracci         | 1966          |
| 6     | Claudio Galli        | 1965          |
| 7     | Massimo Castagna     | 1961          |
| 8     | Alessandro Lazzeroni | 1955          |
| 9     | Lorenzo Bernardi     | 1968          |
| 10    | Andrea Zorzi         | 1965          |
| 11    | Luca Cantagalli      | 1965          |
| 12    | Andrea Lucchetta     | 1962          |

| Numer | Imię i nazwisko       | Rok urodzenia |
| ----- | --------------------- | ------------- |
| 1     | Jurij Panczenko       | 1959          |
| 2     | Andriej Kuźniecow     | 1966          |
| 3     | Wiaczesław Zajcew     | 1952          |
| 4     | Igor Runow            | 1963          |
| 5     | Władimir Szkuruchin   | 1958          |
| 6     | Jewgienij Krasilnikow | 1965          |
| 7     | Raimond Vilde         | 1962          |
| 8     | Walerij Łosiew        | 1956          |
| 9     | Jurij Sapiega         | 1965          |
| 10    | Aleksander Sorkoliet  | 1959          |
| 11    | Jarosław Antonow      | 1963          |
| 12    | Jurij Czerednik       | 1966          |